# Convertitore Flyback

Fig. 1: schema di principio di un convertitore flyback.

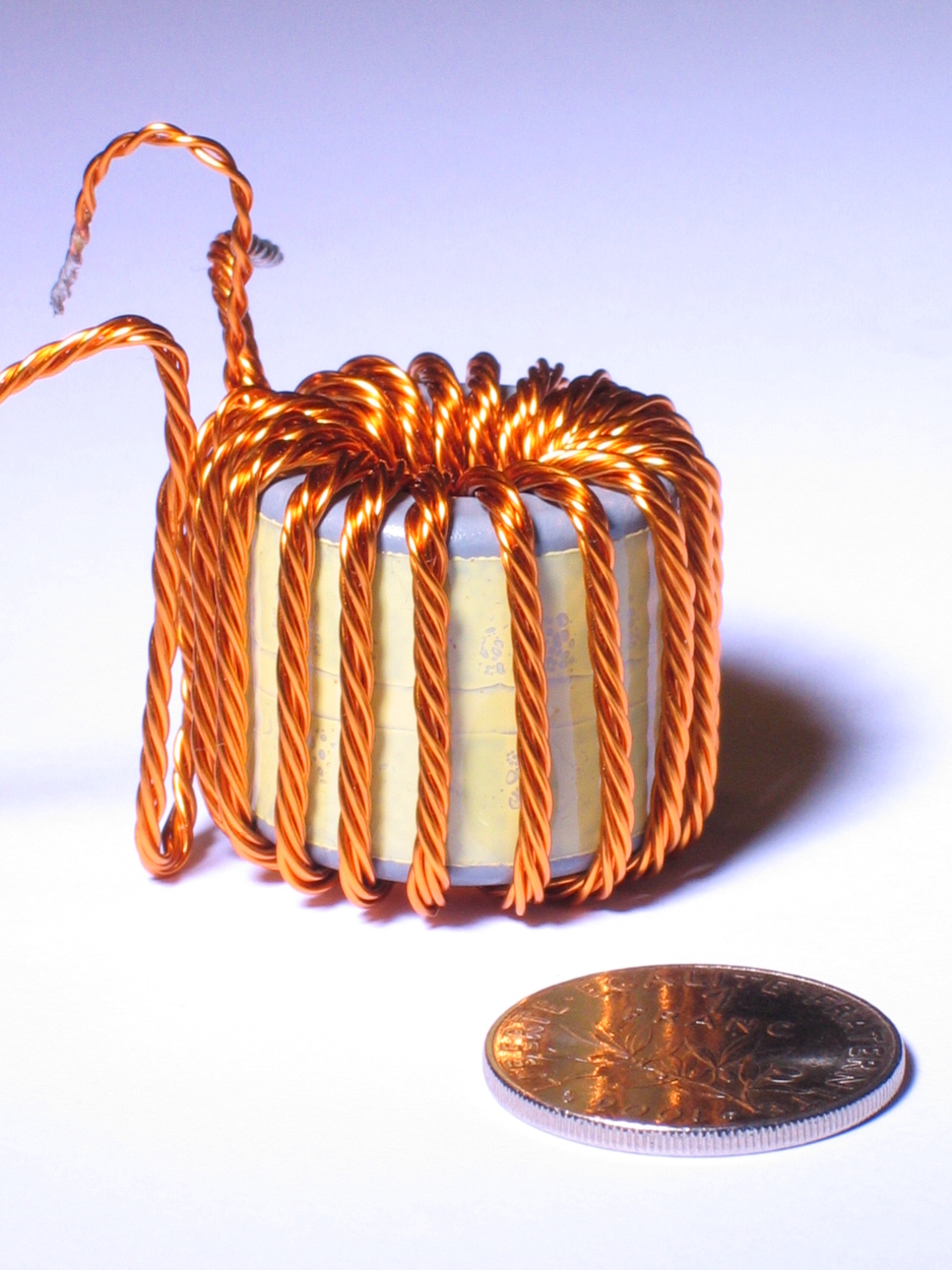
Esempio di trasformatore per convertitore Flyback da 250 W a 50 kHz.

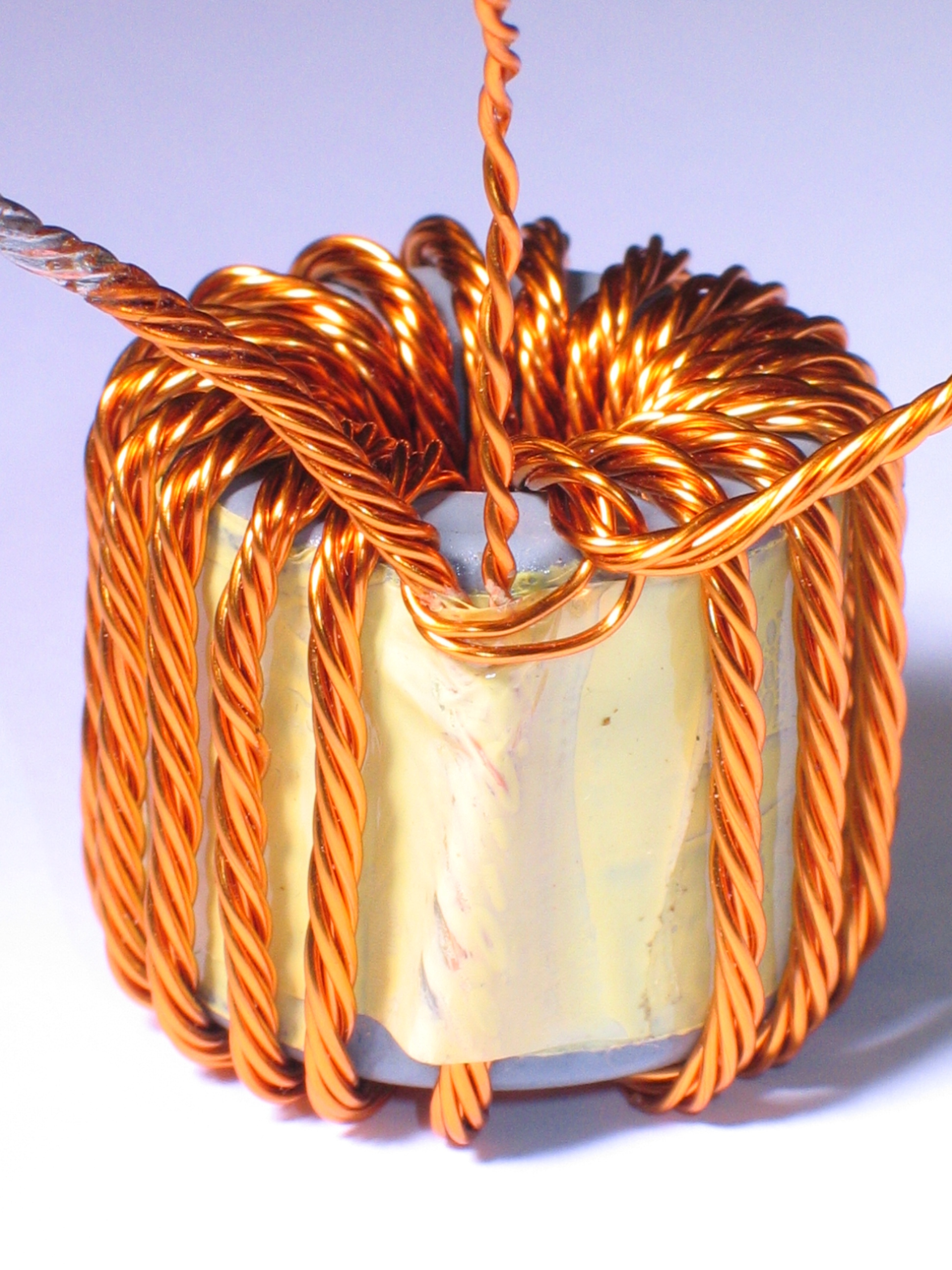
Vista del lato delle connessioni. Si usa il filo Litz per attenuare l'effetto pelle e migliorare il rendimento.

Il convertitore ad accumulo invertitore o flyback (a recupero) è un alimentatore a commutazione (switching power supply o comunemente alimentatore switching), di solito con isolamento galvanico tra ingresso e uscita. Lo schema di base è lo stesso di quello di un convertitore buck-boost in cui l'induttanza è sostituita da un trasformatore (in realtà due induttori accoppiati). Il convertitore flyback è probabilmente l'alimentatore più utilizzato nell'industria (monitor LCD, televisori CRT, lettori DVD, ...).
Di solito è usato in applicazioni di bassa potenza.

## Principio di funzionamento

Fig. 2: le due configurazioni di un convertitore flyback secondo lo stato del commutatore T. Sopra: fase di conduzione o stato ON, sotto: fase di interruzione o di interdizione o stato OFF.

Lo schema di principio di un convertitore flyback è mostrato in Figura 1. Questo è l'equivalente di un convertitore buck-boost in cui l'induttanza è sostituita da due induttori accoppiati che funzionano come un trasformatore. Pertanto, il principio di funzionamento di entrambi i convertitori è molto simile. In entrambi i casi ci sono una fase di accumulo di energia nel circuito magnetico e una fase di restituzione di questa energia. Il dimensionamento del circuito magnetico definisce la quantità di energia che può essere immagazzinata, ma anche la velocità con cui si può ottenere accumulo e prelievo. Questo è un parametro importante che determina la potenza che può fornire l'alimentatore flyback.
Il funzionamento del convertitore flyback può essere suddiviso in due fasi a seconda dello stato del commutatore T (vedi figura 2):
- Nello stato ON, l'interruttore T (vedi figura 1) è chiuso, il primario del trasformatore è collegato direttamente alla sorgente di tensione in ingresso. Ciò si traduce in un aumento del flusso magnetico nel trasformatore. La tensione ai capi del secondario è negativa e il diodo è polarizzato inversamente. È il condensatore di uscita che fornisce l'energia richiesta dal carico.
- Nello stato OFF, l'interruttore è aperto. L'energia immagazzinata nel trasformatore viene trasferita al carico.

I parametri usati in seguito sono:
- {\displaystyle {\mathcal {R}}} la riluttanza del circuito magnetico del trasformatore;
- {\displaystyle \varphi } il flusso nel circuito magnetico;
- {\displaystyle n_{1}} il numero di spire dell'avvolgimento primario del trasformatore;
- {\displaystyle n_{2}} il numero di spire dell'avvolgimento secondario del trasformatore;
- {\displaystyle \alpha } il ciclo di lavoro

## Conduzione continua

Fig. 3: forme d'onda di corrente/tensione nel convertitore flyback.

Quando un convertitore flyback funziona in modalità di conduzione continua, il flusso nel trasformatore non va mai a zero. La Figura 3 mostra le forme d'onda di corrente e tensione nel convertitore.
La tensione di uscita è calcolata come segue (supponendo che i componenti siano ideali):

### Stato ON

#### Corrente nel primario
Durante la fase di conduzione, l'interruttore T è chiuso, causando un aumento di corrente secondo la relazione:
{\displaystyle V_{e}=V_{1}=L_{1}{\frac {dI_{1}}{dt}}}
Si ottiene:
{\displaystyle I_{1}=I_{1_{min}}+{\frac {V_{e}}{L_{1}}}t}
Con {\displaystyle I_{1_{min}}} il valore della corrente all'istante {\displaystyle t=0}. {\displaystyle I_{1_{min}}} corrisponde anche al valore minimo della corrente {\displaystyle I_{1}}. Il suo valore esatto sarà determinato in seguito. Alla fine della fase di conduzione {\displaystyle I_{1}} raggiunge il suo massimo valore {\displaystyle I_{1_{max}}} :
{\displaystyle I_{1_{max}}=I_{1_{min}}+{\frac {V_{e}\cdot \alpha \cdot T}{L_{1}}}}
{\displaystyle \alpha } è il duty cycle (ciclo utile). Esso indica la frazione del periodo T durante il quale l'interruttore T conduce. {\displaystyle \alpha } varia da 0 (T non conduce mai) a 1 (T conduce sempre). Come per {\displaystyle I_{1_{min}}}, il valore di {\displaystyle I_{1_{max}}} sarà determinato dopo l'esame dello stato bloccato.

#### Energia immagazzinata
Alla fine della fase di conduzione, l'energia {\displaystyle W_{e}} immagazzinata nel trasformatore è:
{\displaystyle W_{e}={\frac {1}{2}}L_{1}I_{1_{max}}^{2}}
Alla fine della fase di conduzione, l'interruttore T si apre impedendo alla corrente {\displaystyle I_{1}} di continuare a circolare. La conservazione dell'energia immagazzinata nel trasformatore provoca la comparsa di una corrente {\displaystyle I_{2}} nel secondario del trasformatore, il cui valore iniziale {\displaystyle I_{2_{max}}} può essere calcolato utilizzando la conservazione dell'energia immagazzinata nel trasformatore durante il suo "passaggio" dal primario al secondario:
{\displaystyle W_{e}={\frac {1}{2}}L_{1}I_{1_{max}}^{2}={\frac {1}{2}}L_{2}I_{2_{max}}^{2}}
Sostituendo {\displaystyle L_{1}} e {\displaystyle L_{2}} con la loro espressione in termini di riluttanza {\displaystyle {\mathcal {R}}} del circuito magnetico e il numero di spire degli avvolgimenti del trasformatore, si ottiene:
{\displaystyle W_{e}={\frac {1}{2}}{\frac {n_{1}^{2}}{\mathcal {R}}}I_{1_{max}}^{2}={\frac {1}{2}}{\frac {n_{2}^{2}}{\mathcal {R}}}I_{2_{max}}^{2}}
E quindi:
{\displaystyle I_{2_{max}}={\frac {n_{1}}{n_{2}}}I_{1_{max}}}

#### Tensioni
La tensione {\displaystyle V_{2}} può essere calcolata dalle relazioni flusso/tensione. Il senso relativo degli avvolgimenti viene invertito; si ha:
{\displaystyle V_{1}=n_{1}{\frac {d\varphi }{dt}}} e {\displaystyle V_{2}=-n_{2}{\frac {d\varphi }{dt}}}
Da cui:
{\displaystyle V_{2}=-{\frac {n_{2}}{n_{1}}}V_{1}}

### Stato OFF

#### Corrente secondaria
Durante lo stato OFF, l'energia immagazzinata nel circuito magnetico nello stato ON viene trasferita al condensatore C (in figura 1).
{\displaystyle V_{s}=V_{2}=-L_{2}{\frac {dI_{2}}{dt}}}
{\displaystyle I_{2}=I_{2_{max}}-{\frac {V_{s}}{L_{2}}}(t-\alpha T)}
Alla fine dello stato OFF, {\displaystyle I_{2}} scende al suo valore minimo {\displaystyle I_{2_{min}}}
{\displaystyle I_{2_{min}}=I_{2_{max}}-{\frac {V_{s}}{L_{2}}}(T-\alpha T)}

#### Energia immagazzinata
Alla fine dello stato OFF, vale, come alla fine dello stato ON, la conservazione dell'energia immagazzinata nel trasformatore. Possiamo scrivere:
{\displaystyle W_{e}={\frac {1}{2}}L_{1}I_{1_{min}}^{2}={\frac {1}{2}}L_{2}I_{2_{min}}^{2}}
Sostituendo {\displaystyle L_{1}} e {\displaystyle L_{2}} con le loro espressioni in funzione della riluttanza {\displaystyle {\mathcal {R}}} del circuito magnetico e del numero di spire degli avvolgimenti del trasformatore, si ottiene:
{\displaystyle W_{e}={\frac {1}{2}}{\frac {n_{1}^{2}}{\mathcal {R}}}I_{1_{min}}^{2}={\frac {1}{2}}{\frac {n_{2}^{2}}{\mathcal {R}}}I_{2_{min}}^{2}}
Ne segue che:
{\displaystyle I_{2_{min}}={\frac {n_{1}}{n_{2}}}I_{1_{min}}}

#### Tensioni
Il calcolo della tensione {\displaystyle V_{1}} può essere fatto tenendo conto della relazione flusso/tensione. Il senso relativo degli avvolgimenti è invertito:
{\displaystyle V_{1}=n_{1}{\frac {d\varphi }{dt}}} e {\displaystyle V_{s}=V_{2}=-n_{2}{\frac {d\varphi }{dt}}}
Ne segue:
{\displaystyle V_{1}=-{\frac {n_{1}}{n_{2}}}V_{s}}
La tensione {\displaystyle V_{t}} ai capi dell'interruttore T è:
{\displaystyle V_{t}=V_{e}-V_{1}=V_{e}+{\frac {n_{1}}{n_{2}}}V_{s}}

### Relazioni ingresso/uscita

#### Tensione
Se si considera che il convertitore ha raggiunto un regime stazionario, la tensione media ai capi degli avvolgimenti del trasformatore deve essere zero. Se si considera in particolare la tensione media {\displaystyle {\bar {V_{2}}}} ai capi dell'avvolgimento secondario:
{\displaystyle {\bar {V_{2}}}={\frac {1}{T}}(-{\frac {n_{2}}{n_{1}}}V_{e}\alpha T+V_{s}(T-\alpha T))=0}
Ne segue:
{\displaystyle V_{s}={\frac {n_{2}}{n_{1}}}{\frac {\alpha }{1-\alpha }}V_{e}}
Otteniamo la stessa relazione del convertitore buck-boost con l'aggiunta del rapporto {\displaystyle {\frac {n_{2}}{n_{1}}}}. Ciò è dovuto al fatto che lo schema di principio di un convertitore flyback è lo stesso di quello di un convertitore buck-boost in cui l'induttanza è sostituita da un trasformatore con rapporto spire {\displaystyle {\frac {n_{2}}{n_{1}}}}. La tensione di uscita non dipende dalla corrente di uscita, ma solo dal duty cycle e dalla tensione di ingresso.

#### Corrente
Se si considera il convertitore ideale, la potenza consumata è la stessa di quella in ingresso:
{\displaystyle {\bar {V_{e}}}{\bar {I_{1}}}={\bar {V_{s}}}{\bar {I_{s}}}}
Da cui:
{\displaystyle {\bar {I_{1}}}={\frac {\bar {V_{s}}}{\bar {V_{e}}}}{\bar {I_{s}}}}
E quindi:
{\displaystyle {\bar {I_{1}}}={\frac {n_{2}}{n_{1}}}{\frac {\alpha }{1-\alpha }}{\bar {I_{s}}}}
Si possono trovare i valori di {\displaystyle I_{1_{min}}} e {\displaystyle I_{1_{max}}} calcolando il valore medio di {\displaystyle I_{1}}:
{\displaystyle {\bar {I_{1}}}={\frac {1}{T}}\int _{T}I_{1}(t)={\frac {1}{T}}(I_{1_{min}}\alpha T+{\frac {\alpha T(I_{1_{max}}-I_{1_{min}})}{2}})=\alpha (I_{1_{min}}+{\frac {I_{1_{max}}-I_{1_{min}}}{2}})}
Sostituendo {\displaystyle I_{1_{max}}-I_{1_{min}}} con la sua espressione in termini di {\displaystyle V_{e},\alpha ,T} e {\displaystyle L_{1}} :
{\displaystyle {\bar {I_{1}}}=\alpha (I_{1_{min}}+{\frac {V_{e}\cdot \alpha \cdot T}{2L_{1}}})}
E sostituendo {\displaystyle {\bar {I_{1}}}} con la sua espressione in termini di corrente di uscita:
{\displaystyle I_{1_{min}}={\frac {n_{2}}{n_{1}}}{\frac {1}{1-\alpha }}{\bar {I_{s}}}-{\frac {V_{e}\cdot \alpha }{2L_{1}f}}}
{\displaystyle I_{1_{max}}={\frac {n_{2}}{n_{1}}}{\frac {1}{1-\alpha }}{\bar {I_{s}}}+{\frac {V_{e}\cdot \alpha }{2L_{1}f}}}
Con il rapporto di trasformazione è facilmente ottenibile {\displaystyle I_{2_{min}}} e {\displaystyle I_{2_{max}}}
{\displaystyle I_{2_{min}}={\frac {1}{1-\alpha }}{\bar {I_{s}}}-{\frac {n_{1}}{n_{2}}}{\frac {V_{e}\cdot \alpha }{2L_{1}f}}}
{\displaystyle I_{2_{max}}={\frac {1}{1-\alpha }}{\bar {I_{s}}}+{\frac {n_{1}}{n_{2}}}{\frac {V_{e}\cdot \alpha }{2L_{1}f}}}

## Modo di funzionamento discontinuo

Fig. 4: Forma d'onda convertitore flyback di corrente/tensione in conduzione discontinua.

In alcuni casi, la quantità di energia richiesta dal carico è sufficientemente bassa e può essere trasferita in un tempo inferiore al periodo di commutazione. In questo caso, il flusso circolante nel trasformatore è zero per una parte del periodo. L'unica differenza con il principio di funzionamento sopra descritto, è che l'energia immagazzinata nel circuito magnetico è zero all'inizio del ciclo (vedi forme d'onda in figura 4). Sebbene piccola, la differenza tra conduzione continua e discontinua ha un forte impatto sulla formula della tensione di uscita. La tensione di uscita può essere calcolata nel modo seguente.

### Fase di conduzione
Nella fase di conduzione, l'unica differenza tra il modo di funzionamento continuo e discontinuo è che la corrente {\displaystyle I_{1_{min}}} è nulla. Riprendendo le equazioni ottenute nel modo di funzionamento continuo e che {\displaystyle I_{1_{min}}} è nulla, si ottiene:
{\displaystyle I_{1}={\frac {V_{e}}{L_{1}}}t}
{\displaystyle I_{1_{max}}={\frac {V_{e}\cdot \alpha T}{L_{1}}}}
{\displaystyle I_{2_{max}}={\frac {n_{1}}{n_{2}}}I_{1_{max}}={\frac {n_{1}}{n_{2}}}{\frac {V_{e}\cdot \alpha T}{L_{1}}}}
e infine:
{\displaystyle V_{2}=-{\frac {n_{2}}{n_{1}}}V_{e}}

### Stato OFF
Durante lo stato di non conduzione, l'energia immagazzinata nel circuito magnetico durante lo stato di conduzione viene trasferita al condensatore.
{\displaystyle V_{S}=V_{2}=-L2{\frac {dI_{2}}{dt}}}
{\displaystyle I_{2}=I_{2_{max}}-{\frac {V_{s}}{L_{2}}}(t-\alpha T)}
Durante lo stato off, I2 svanisce dopo δ • T:
{\displaystyle I_{2_{max}}-{\frac {V_{s}}{L_{2}}}\delta \cdot T=0}
Sostituendo {\displaystyle I_{2_{max}}} con la sua espressione, si ottiene:
{\displaystyle \delta ={\frac {V_{e}}{V_{s}}}{\frac {L_{2}}{L_{1}}}{\frac {n_{1}}{n_{2}}}\alpha }
Sostituendo {\displaystyle L_{1}} e {\displaystyle L_{2}} con la loro espressione in termini di riluttanza {\displaystyle {\mathcal {R}}} del circuito magnetico e il numero di spire degli avvolgimenti del trasformatore, si ottiene:
{\displaystyle \delta ={\frac {V_{e}}{V_{s}}}{\frac {n_{2}}{n_{1}}}\alpha }

### Relazione ingresso/uscita
La corrente nel carico Is è uguale alla corrente media attraverso il diodo (I2). Come si può vedere dalla figura 2, la corrente attraverso il diodo è uguale a quella del secondario nello stato off.
Pertanto, la corrente attraverso il diodo può essere scritta come segue:
{\displaystyle I_{s}={\bar {I_{2}}}={\frac {I_{2_{max}}}{2}}\delta }
Sostituendo I2max e δ con le loro rispettive espressioni si ottiene:
{\displaystyle I_{s}={\frac {n_{1}}{n_{2}}}{\frac {V_{e}\cdot \alpha T}{2L_{1}}}{\frac {V_{e}}{V_{s}}}{\frac {n_{2}}{n_{1}}}\alpha ={\frac {V_{e}^{2}\cdot \alpha ^{2}T}{2L_{1}V_{s}}}}
Pertanto, il guadagno in tensione di uscita può essere scritto come segue:
{\displaystyle {\frac {V_{s}}{V_{e}}}={\frac {V_{e}\cdot \alpha ^{2}T}{2L_{1}I_{s}}}}

## Confine tra modo di funzionamento continuo e discontinuo

Fig. 5: Evoluzione della tensione di uscita normalizzata di un convertitore flyback con una corrente d'uscita normalizzata.

Come spiegato nel paragrafo precedente, il convertitore funziona in conduzione discontinua quando la corrente richiesta dal carico è bassa, e funziona in conduzione continua per correnti più elevate. Il confine tra conduzione continua e discontinua viene raggiunto quando la corrente nell'induttore è zero appena prima della commutazione. Con le notazioni della figura 4, questo corrisponde a:
{\displaystyle \alpha \cdot T+\delta \cdot T=T}
{\displaystyle \alpha +\delta =1}
In questo caso, la corrente di uscita Islim (corrente in uscita al confine tra conduzione continua e discontinua) è data dall'equazione:
{\displaystyle I_{s_{lim}}={\bar {I_{2}}}={\frac {I_{2_{max}}}{2}}\left(1-\alpha \right)}
Sostituendo I2max con la sua espressione in conduzione discontinua
{\displaystyle I_{s_{lim}}={\frac {n_{1}}{n_{2}}}{\frac {V_{e}\cdot \alpha T}{2L_{1}}}\left(1-\alpha \right)}
Al confine tra le due modalità di conduzione, la tensione di uscita segue le espressioni delle due modalità. Si utilizzerà quella data per la modalità di conduzione continua:
{\displaystyle {\frac {V_{s}}{V_{e}}}={\frac {n_{2}}{n_{1}}}{\frac {\alpha }{1-\alpha }}}
Possiamo quindi riscrivere Islim come segue:
{\displaystyle I_{s_{lim}}={\frac {n_{1}}{n_{2}}}{\frac {V_{e}\cdot \alpha T}{2L_{1}}}{\frac {n_{2}}{n_{1}}}{\frac {V_{e}}{V_{s}}}\alpha ={\frac {V_{e}\cdot \alpha T}{2L_{1}}}{\frac {V_{e}}{V_{s}}}\alpha }
Useremo due nuove notazioni:
- La tensione normalizzata, definita da {\displaystyle \left|V_{s}\right|={\frac {V_{s}}{V_{e}}}}, che corrisponde al guadagno di tensione del convertitore.
- Lo corrente normalizzata, definita da {\displaystyle \left|I_{s}\right|={\frac {n_{2}}{n_{1}}}{\frac {L_{1}}{T\cdot V_{e}}}I_{s}}. Il termine {\displaystyle {\frac {n_{1}}{n_{2}}}{\frac {T\cdot V_{e}}{L_{1}}}} corrisponde alla corrente di uscita massima che può raggiungere teoricamente in un ciclo (variazione di corrente primaria raggiunta per {\displaystyle \alpha =1}). Si ottiene dunque, in regime permanente, {\displaystyle \left|I_{s}\right|} uguale a 0 quando la corrente di uscita è zero, e 1 per la massima corrente che può fornire il convertitore.

Utilizzando queste notazioni, otteniamo:
- In conduzione continua, {\displaystyle \left|V_{s}\right|={\frac {n_{2}}{n_{1}}}{\frac {\alpha }{1-\alpha }}} ;
- In conduzione discontinua, {\displaystyle \left|V_{s}\right|={\frac {n_{2}}{n_{1}}}{\frac {\alpha ^{2}}{2\left|I_{s}\right|}}} ;
- La corrente limite tra conduzione continua e discontinua è la seguente: {\displaystyle I_{s_{lim}}={\frac {n_{1}}{n_{2}}}{\frac {V_{e}T}{2L_{1}}}\alpha (1-\alpha )={\frac {I_{s_{lim}}}{2\left|I_{s}\right|}}\alpha (1-\alpha )}. Pertanto, il confine tra conduzione continua e discontinua è descritto da: {\displaystyle {\frac {1}{2\left|I_{s}\right|}}\alpha \left(1-\alpha \right)=1}.

Questa curva è stata tracciata nella Figura 5 per {\displaystyle {\frac {n_{2}}{n_{1}}}=1}. La differenza di comportamento tra modo di conduzione continuo e discontinuo è molto chiara. Ciò può causare problemi di asservimento della tensione di uscita.

## Influenza delle induttanze di dispersione

Schema di un convertitore flyback con induttanza di dispersione primaria.

Le forme d'onda sopra descritte sono valide solo se tutti i componenti sono considerati ideali. Nel caso reale, si può osservare una sovratensione ai capi dell'interruttore nell'istante della sua apertura. Questo aumento deriva dall'energia immagazzinata nella induttanza dispersa {\displaystyle L_{f1}} del trasformatore. Non essendo l'induttanza di dispersione "direttamente" collegata al primario del trasformatore, l'energia che contiene al momento dell'apertura dell'interruttore non può essere trasferita al secondario. L'evacuazione dell'energia immagazzinata nella induttanza parassita creerà una sovratensione ai capi dell'interruttore. Inoltre, l'annullamento della corrente attraverso l'interruttore non avvenendo con una tensione nulla, {\displaystyle L_{f1}} comporterà anche perdite di commutazione. Queste perdite possono essere ridotte mediante l'aggiunta di circuiti di aiuto nell'istante della commutazione.
C'è anche una induttanza di dispersione secondaria. Questa induttanza, a sua volta, porta a perdite e riduce l'energia fornita dall'alimentazione al carico. Nel caso di alimentazione con uscite multiple, le induttanze di dispersione dei secondari creeranno differenti perdite su ciascuna uscita.

## Versioni particolari

### Alimentazione ad assorbimento sinusoidale
Nel caso di un convertitore alimentato da un ponte di diodi la cui uscita è collegata ad un condensatore, il fattore di potenza non è unitario, principalmente a causa alla forma d'onda della corrente assorbita. Questa configurazione, che non rispetta le regole di interconnessione dell'elettronica di potenza, prevede il collegamento tra un generatore di tensione, la rete elettrica, con un altro generatore di tensione, il condensatore, che diviene un carico. Il funzionamento del ponte di graetz ha l'effetto di produrre una corrente con forma d'onda fortemente distorta, che non rispetta le normative. Se invece il carico del ponte a diodi è un convertitore di tipo flyback (con un controllo appropriato), si può richiedere al convertitore di assorbire una corrente pressoché sinusoidale in fase con la tensione di rete e raggiungere quindi un fattore di potenza unitario. Grazie al convertitore le regole di interconnessione tra sorgenti e carichi saranno rispettate ed è possibile ottenere un ottimo utilizzo delle risorse energetiche.

### Regime auto-oscillante
Un convertitore flyback in regime auto-oscillante fa variare la sua frequenza di commutazione per operare sempre al limite della conduzione continua e discontinua. Tale dispositivo permette di ridurre l'entità delle perdite del trasformatore e di limitare le perdite di recupero nei diodi; per contro, introduce ulteriori sollecitazioni all'interruttore.

## Applicazioni
Convertitori flyback vengono utilizzati per realizzare alimentatori:
- a basso costo con più uscite;
- ad alta tensione e bassa potenza.

### Potenza costante

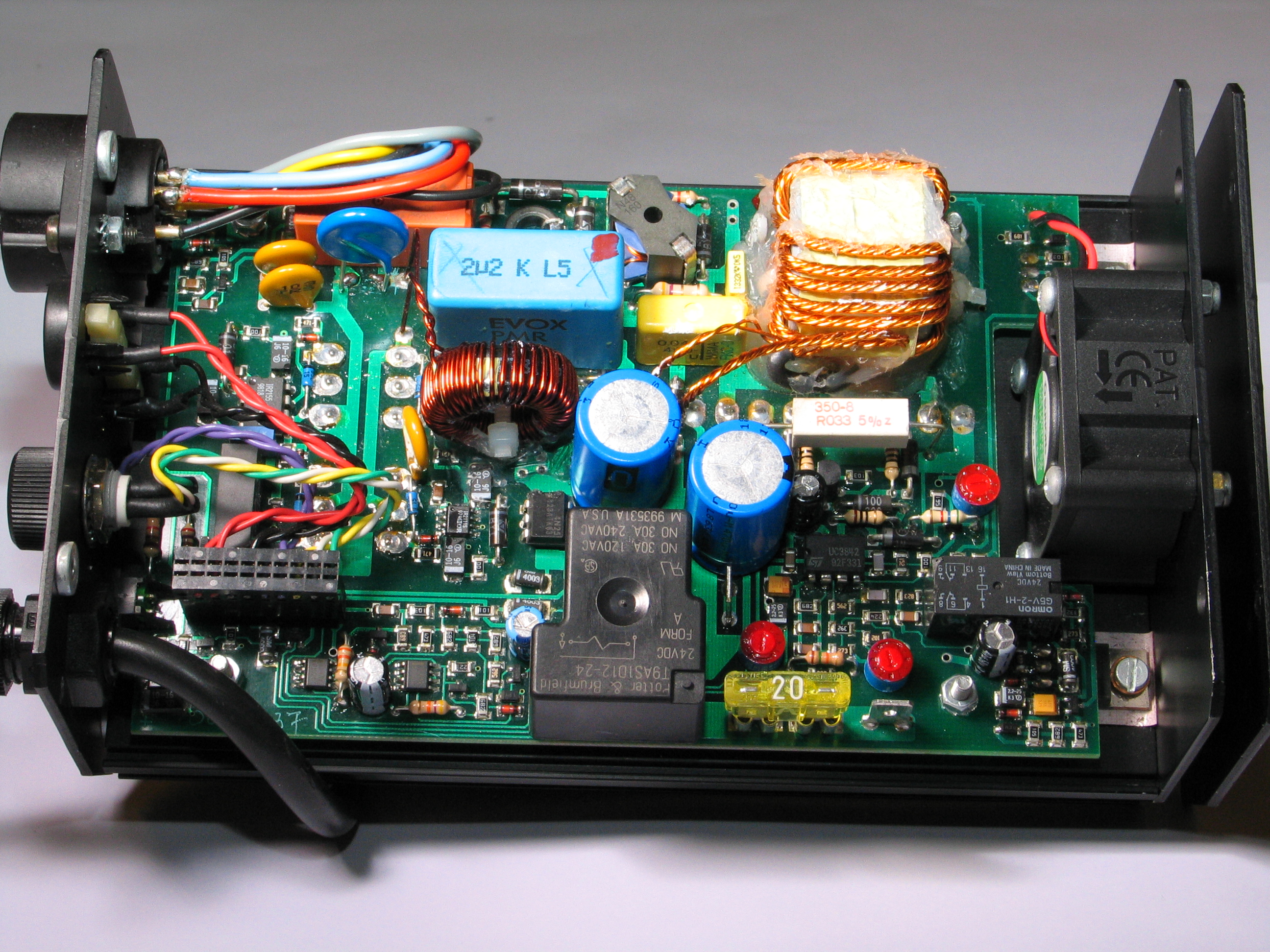
Circuito elettronico di un ballast per lampada HMI che utilizza un convertitore flyback da 250 W.

Se si impone di mantenere la corrente {\displaystyle I_{1_{max}}} costante, il flyback mantiene costante la potenza sul carico Ciò è particolarmente adatto per l'alimentazione delle lampade a scarica, come le lampade ad alogenuri metallici in cui la potenza deve essere mantenuta costante per tutta la loro vita, aumentando la tensione dell'arco in funzione dell'usura degli elettrodi (il duty cycle della commutazione cambia di conseguenza "naturalmente"). Il controllo-comando di un tale convertitore è quindi molto semplice perché non richiede l'utilizzo di alcun controllo di potenza. Pertanto, non vi è rischio di instabilità di regolazione in relazione alle caratteristiche dinamiche della lampada (in particolare a causa della resistenza negativa dell'arco durante le fasi di accensione).

Nel caso di un apparecchio portatile, alimentato a batteria, la compensazione della variazione di tensione della stessa è facilmente ottenuta controllando il riferimento di corrente durante questa variazione. Il dimming (regolazione dell'intensità luminosa) è altrettanto semplificato con la regolazione diretta del valore impostato della corrente nell'alimentatore.